# Stomias danae
Stomias danae es una especie de pez de la familia Stomiidae en el orden de los Stomiiformes.

## Hábitat
Es un pez de mar y de aguas profundas que vive entre 100-2.671 m de profundidad.

## Distribución geográfica
Se encuentra en el Pacífico.